# Хильчук Єлизавета Михайлівна
Єлизаве́та Миха́йлівна Хильчу́к (1912 , Косенів, Новоград-Волинський повіт, Волинська губернія, Російська імперія  — невідомо ) — українська радянська діячка, селянка. Депутат Верховної Ради УРСР 1-го скликання (1938–1947).

## Біографія
Народилась 1912 року в багатодітній родині селянина-бідняка в селі Косенів, тепер Новоград-Волинський район, Житомирська область, Україна. У 1917 році залишилася круглою сиротою.
З початку 1930-х років — пастух овець, потім — завідувач тваринницької ферми колгоспу імені 1-ї п'ятирічки Ярунського району Київської (пізніше — Житомирської) області.
На 1938—1939 роки — студентка підготовчих курсів робітничого факультету Житомирського державного педагогічного інституту.
Кандидат у члени ВКП(б) з 1938 року.
26 червня 1938 року обрана депутатом Верховної Ради УРСР 1-го скликання по Черняхівській виборчій окрузі № 26 Житомирської області.
Член ВКП(б) з 1939 року.
Станом на 1945 рік — слухач Партійної школи при ЦК КП(б)У в Києві.

## Нагороди
- орден Леніна (22.02.1936)